# Nipponomarolia kobensis
Nipponomarolia kobensis is een keversoort uit de familie zwamspartelkevers (Melandryidae). De wetenschappelijke naam van de soort werd in 1982 gepubliceerd door Mutsuo Miyatake.